# Trolls Trollercoaster
Trolls Trollercoaster sont des montagnes russes junior du parc Universal Studios Florida, situé à Orlando, en Floride, aux États-Unis. Ce sont les premières montagnes russes du parc et les premières du complexe Universal Orlando Resort. Elles ont été construites en 1999 sous le nom Woody Woodpecker's Nuthouse Coaster, entre la queue de E.T. Adventure et l'ancien bâtiment du Hard Rock Cafe.

## Parcours

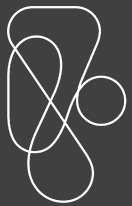
Plan du parcours.

Le train quitte la gare et commence à monter le lift hill. Au sommet, les passagers ont une vue d'ensemble sur la zone. Puis le train fait deux descentes et plusieurs virages. 

## Galerie

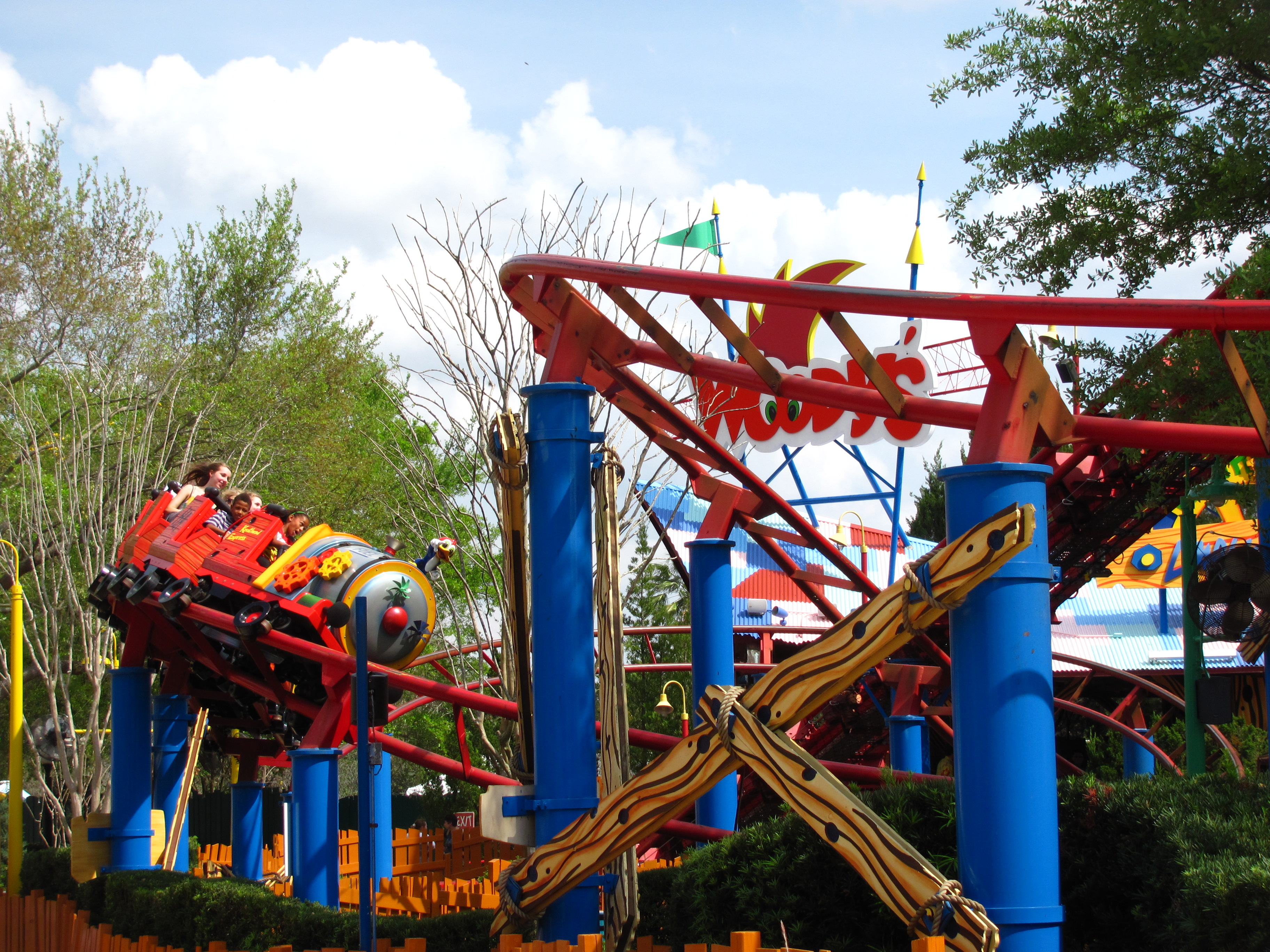
Train sur le parcours.
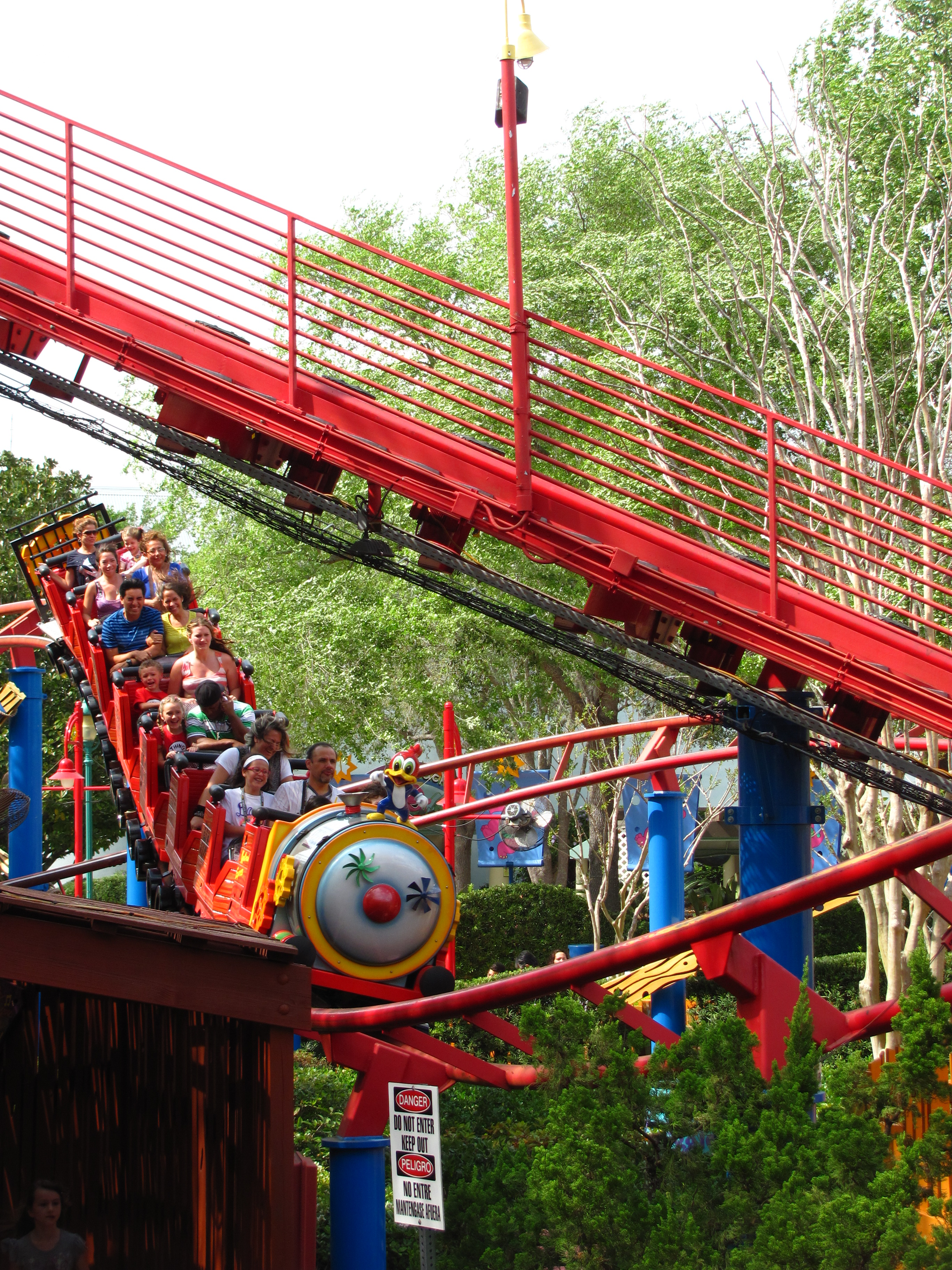
Train passant sous le lift.
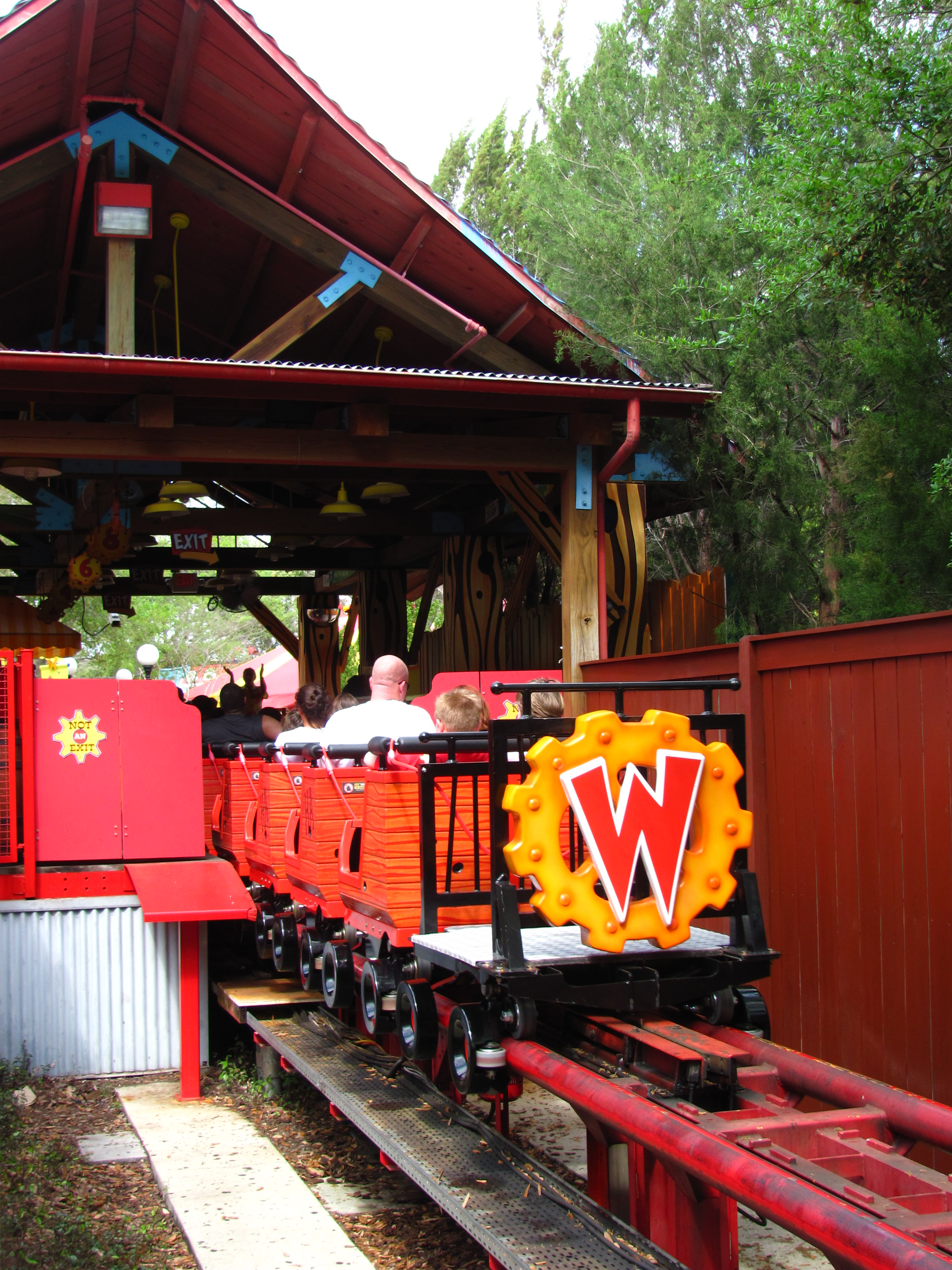
Train rentrant en gare.